# Räggån (naturreservat)
Räggån är ett naturreservat i Bräcke kommun i Jämtlands län.
Området är naturskyddat sedan 2014 och är 80 hektar stort. Reservatet omfattar en sträcka av Räggån med stränder. Ån kantas av lövträd, med inslag av tall och gran och även sumpskog. I ån återfinns flodpärlmussla och öring.